# Kataklysm
Kataklysm é uma banda canadense de death metal. Denominam seu estilo musical de "northern hyperblast" após um anúncio na revista M.E.A.T. descrevendo uma outra banda, o Fear Factory, como "hyperblast". O termo refere-se à explosão extremamente rápida e cadenciada de batidas proporcionadas pelo baterista Max Duhamel.
Kataklysm é conhecido por incorporar samples de filmes em suas músicas.

## História
A banda canadense Kataklysm se formou oficialmente no outono de 1991, lançando uma demo chamada "Death Gate Cycle of Reincarnation" em 1992, que chamou a atenção mundial e lhes rendeu uma proposta de contrato com a gravadora alemã Nuclear Blast. A banda assinou o contrato em 1993 e imediatamente relançou a demo em formato de CD (com a faixa-bônus "The Orb of Uncreation") sob o título "The Mystical Gate of Reincarnation". A banda ganhou prestígio e reconhecimento. Em 1995, lança o primeiro álbum, intitulado "Sorcery", que rapidamente transformou o Kataklysm em uma nova força na cena do metal extremo.   
A banda segue com outro trabalho agressivo em 1996 com o lançamento do segundo álbum de estúdio, Temple of Knowledge, que acompanhado com o videoclipe "The Awakener", resultou em turnês como "headliners" e um futuro promissor pela frente. Com "Northern Hyperblast Live" um CD ao vivo em edição limitada, a banda lança, em 1998 o seu 3º álbum, intitulado "Victims of This Fallen World". A banda mostrou diversidade e explorou um novo território, no qual buscou novos caminhos para estabelecer um novo estilo em seu som que logo iria transformar os novos álbuns em clássicos.
Em 2000, a banda canadense retorna com o 4º álbum intitulado "The Prophecy (Stigmata of the Immaculate)", um álbum que pôs a banda em um curso e horizontes novos, reconhecida pelos críticos como sendo "o lançamento mais devastador da música extrema em anos". Em 2001, o álbum Epic: The Poetry of War caracterizou-se pela proximidade ao death metal melódico. Embora não tenha sido um álbum memorável pelos críticos ou um sucesso comercial, ainda assim obtivera resenhas positivas. No ano seguinte lançou Shadows & Dust, considerado pelos membros da banda um de seus álbuns de maior êxito por causa da atenção recebida pela crítica. O álbum combina elementos melódicos com a brutalidade característica do death metal.
Dois anos depois, o álbum Serenity in Fire é lançado com a presença de Martin Maurais na bateria temporariamente. É considerado um dos álbuns mais intensos da banda, fazendo uso constante do bumbo duplo.
O baterista Max Duhamel retornou à banda após tratar as lesões advindas do esforço repetitivo e em 2006, participando do álbum In the Arms of Devastation;.
A banda lançou mais quatro álbuns de estúdio desde então, acentuando ainda mais as partes melódicas em seus dois últimos álbuns, Waiting for the End to Come e Of Ghosts & Gods, lançados em 29 de outubro de 2013 e 31 de julho de 2015, respectivamente.

## Discografia

### Álbuns de estúdio
- Sorcery (1995)
- Temple of Knowledge (1996)
- Victims of This Fallen World (1998)
- The Prophecy (Stigmata of the Immaculate) (2000)
- Epic: The Poetry of War (2001)
- Shadows & Dust (2002)
- Serenity in Fire (2004)
- In the Arms of Devastation (2006)
- Prevail (2008)
- Heaven's Venom (2010)
- Waiting For The End To Come (2013)
- Of Ghosts and Gods (2015)
- Meditations (2018)
- Unconquered (2020)

### Álbuns ao vivo
- Northern Hyperblast Live (1998)
- Live in Deutschland - The Devastation Begins (2007)
- Iron Will: 20 Years Determined (2012)